# 瑪格麗特·蘭登
瑪格麗特·蘭登（英語：Margaret Landon，1903年9月7日出生于美国威斯康辛州索墨斯，1993年12月4日逝世于弗吉尼亚州亚历山德里亚）是一位美国作家，她的成名作是1944年发表的关于安娜·李奧諾文斯的传记性小说《安娜與暹邏王》。
瑪格麗特·蘭登的原名为，她的父母有三个女儿，是虔诚的衛理宗信徒。她出生后她的父母移居埃文斯顿，她在那里上中学。1925年她在惠顿的韦顿学院毕业。她教了一年书，然后与肯尼斯·蘭登结婚，两人是在惠顿结识的。1927年两人作为長老教會传教士赴泰国。
瑪格麗特·蘭登在泰国期间生了三个孩子，负责管理思琅的传教学校，此外她还阅读了大量关于泰国的书籍。由此她结识了李奧諾文斯。1937年他们全家返回美国时她开始写作。1942年她的丈夫在美国国务院获得东南亚顾问的职务，他们移居华盛顿哥伦比亚特区。
她关于李奧諾文斯立刻就成为畅销书。1949年她又发表了一部基于她自己的经验的小说，但是远没有第一部那么成功。